# Solanum paraibanum
Solanum paraibanum är en potatisväxtart som beskrevs av Agra. Solanum paraibanum ingår i släktet skattor som ingår i familjen potatisväxter. Inga underarter finns listade i Catalogue of Life.